# Управление госбезопасности и разведки (Австрия)
Управление госбезопасности и разведки (нем. Direktion für Staatsschutz und Nachrichtendienst, DSN) — государственный орган исполнительной власти Австрии, спецслужба, отвечающая за обеспечение защиты конституционного строя и национальной безопасности страны в политической, экономической, военной, научно-технической, информационной, социальной, демографической и экологической сферах; деятельность контрразведки и внешней разведки и борьбу с терроризмом. 
Преемник BVT.

## Задачи
В структуре разделены две задачи: обеспечение госбезопасности и разведывательная деятельность. В задачи подразделения госбезопасности входит предотвращение атак и предупреждение угроз конституционному строю, а подразделение разведки нацелено на сбор информации, её анализ и исследование возможных угроз.

## История
Решение о создании Управления было принято после неудовлетворительной работы Федерального ведомства по защите конституции и борьбе с террором (BVT), которое не смогло предотвратить теракты в Вене, несмотря на многочисленные предупреждения и наблюдения за террористами. В сентябре 2021 года было объявлено, что сотрудник Полиции Иорданского происхождение Омар Хайяви-Пирхнер назначен главой Управления.

## Руководство
| Имя                 | Срок полномочий  |
| ------------------- | ---------------- |
| Омар Хайяви-Пирхнер | С 1 декабря 2021 |